# 中臀拟鲿
中臀拟鲿（学名：Pseudobagrus medianalis）为鲿科拟鲿属的鱼类，又稱中臀鮠，俗名湾丝，是滇池盆地以及流出的河流九江的特有种。该物种的模式产地在云南。
中臀拟鲿於二十世紀中葉仍常見於滇池，但於1950年代起數量已日益減少，至1970年代已十分罕見，現已於滇池絕跡，只見於滇池外的白龍湖，龍王潭及九江。中臀拟鲿面對的危機源於水和土壤的污染，生境消失，過度捕魚以及入侵種四大家魚的競爭。
中臀拟鲿是中國國家一級保護動物，亦於2003年列入雲南省重點保護野生動物，全球環境基金以及世界銀行同年於資金上作支持予昆明去保護和恢復滇池的生物多樣性。